# Erhvervsfrekvens
Erhvervsfrekvensen angiver hvor stor en andel af befolkningen i den erhvervsaktive alder (15-66 år i de fleste af Danmarks Statistiks tabeller), som står til rådighed for arbejdsmarkedet, det vil sige enten er i arbejde eller vil kunne arbejde (svarende til arbejdsstyrken).
I 2003 foretog Danmarks Statistik forandringer i afgrænsningen af de beskæftigede, idet modtagere af efterløn og overgangsydelse, der samtidig arbejder, nu regnes med til de, der er beskæftigede, mens de tidligere blev opgjort som værende uden for arbejdsstyrken. Dette indebar, at den opgjorte beskæftigelse er lidt større end tidligere. Desuden strammedes kravene til gruppen af selvstændige.